# Phryganogryllacris subangulata
Phryganogryllacris subangulata är en insektsart som beskrevs av Andrej Vasiljevitj Gorochov 2005. Phryganogryllacris subangulata ingår i släktet Phryganogryllacris och familjen Gryllacrididae. Inga underarter finns listade i Catalogue of Life.